# FC Rot-Schwarz Thun
Der FC Rot-Schwarz Thun ist ein Fussballverein in Thun. Aushängeschild des Vereins war während Jahrzehnten die Frauenabteilung, welche im Sommer 2025 zum FC Thun wechselte. Die erste Herren-Mannschaft spielt derzeit in der 3. Liga. 

## Geschichte
Der Verein wurde 1947 als PTT 1947 gegründet und erhielt 1968 seinen heutigen Namen. Den Herren-Mannschaften gelang es nie, über die unteren Spielklassen hinauszukommen, derzeit spielt man in der 5. Liga.
Seit 1978 wird beim FC Rot-Schwarz Thun Frauenfussball gespielt. Schon zwei Jahre später schaffte man den Sprung in die Nationalliga B. 1986 gewann man die Meisterschaft und stieg in die Nationalliga A auf. Mit diesem Aufstieg begann ein jahrelanges Auf und Ab, weswegen man den Verein auch als Fahrstuhlmannschaft bezeichnen kann. In einem Vier-Jahres-Rhythmus wechselte der Verein ständig die Ligen. Zwischenzeitlich konnte 1997 mit dem dritten Platz in der Nationalliga A die beste Platzierung erreicht werden. Den grössten Erfolg feierte die Mannschaft am 20. Mai 2009 im Stade de Suisse in Bern, als sie mit dem Rekordergebnis von 8:0 (6:0) über den FC Schlieren Schweizer Cupsieger wurden. Nach zehn Jahren in der NLB gelang dem Frauenteam Thun Berner Oberland im Sommer 2023 der neuerliche Aufstieg in die höchste Spielklasse. Im Sommer 2025 wurde die gesamte Frauenabteilung des FC Rot-Schwarz Thun in den FC Thun integriert. 

## Erfolge
Frauen:
- 3. Platz in der Nationalliga A: 1997

- Aufstieg in die Nationalliga A: 1986, 1995, 2000, 2003, 2005, 2023
- Schweizer Cup Halbfinalist: 1993, 2008
- Schweizer Cupsieger: 2009

Herren:
- Aufstieg in die 3. Liga: 2006, 2025